# José Luis Rubiera
José Luis Rubiera (født 27 januar 1973 i Santa Eulalia) er en tidligere professionel cykelrytter fra Spanien.